# Gare de Clermont-La Pardieu
Gare de Clermont-La Pardieu – przystanek kolejowy w Clermont-Ferrand, w departamencie Puy-de-Dôme, w regionie Owernia-Rodan-Alpy, we Francji.
Jest przystankiem kolejowym Société nationale des chemins de fer français (SNCF), obsługiwanym przez pociągi Intercités i TER Auvergne.

## Położenie
Znajduje się na wysokości 345 m n.p.m., na km 422,870 linii Saint-Germain-des-Fossés – Nîmes, pomiędzy przystankami Clermont-Ferrand i Sarliève - Cournon.